# Ribnik
Ribnik je vesnice a sídlo stejnojmenné opčiny v Chorvatsku. Nachází se na severozápadě Karlovacké župy, asi 21 km severozápadně od Karlovace. V roce 2011 žilo v Ribniku 113 obyvatel, v celé opčině pak 475 obyvatel. Vzhledem ke svému počtu obyvatel je Ribnik nejmenší opčinou v Karlovacké župě a jednou z nejmenších opčin v Chorvatsku.
V opčině se nachází celkem 17 obydlených, převážně malých vesnic, z nichž mnoho nedosahuje ani desíti obyvatel. Největší a jedinou vesnicí s více než sto obyvateli je středisko opčiny Ribnik, v němž žije 113 obyvatel. Dalšími "většími" vesnicemi jsou Lipnik se 65 obyvateli, Griče se 63 obyvateli a Veselići s 49 obyvateli.
- Donja Stranica – 2 obyvatelé
- Drenovica Lipnička – 7 obyvatel
- Gorica Lipnička – 13 obyvatel
- Gornja Stranica – 1 obyvatel
- Gornji Goli Vrh Lipnički – 2 obyvatelé
- Griče – 63 obyvatel
- Jarnevići – 33 obyvatel
- Jasenovica – 25 obyvatel
- Lipnik – 65 obyvatel
- Martinski Vrh – 21 obyvatel
- Novaki Lipnički – 16 obyvatel
- Obrh – 7 obyvatel
- Ravnica – 15 obyvatel
- Ribnik – 113 obyvatel
- Skradsko Selo – 25 obyvatel
- Sopčić Vrh – 18 obyvatel
- Veselići – 49 obyvatel

Opčinou prochází silnice D6.